# Tiggiano
Tiggiano (Tiscianu in dialetto salentino) è un comune italiano di 2 829 abitanti della provincia di Lecce in Puglia.
Situato nel Capo di Leuca, include un breve tratto della costa orientale del basso Salento. Fa parte dell'Unione dei comuni Terra di Leuca e del consorzio Intercomunale Capo Santa Maria di Leuca, aderente all'associazione "Borghi Autentici d'Italia".

## Geografia fisica

### Territorio
Il territorio del comune di Tiggiano, che si estende per 7,5 km² nella parte meridionale della provincia di Lecce, è compreso tra gli 0 e i 141 metri sul livello del mare. Comprende un breve tratto del litorale adriatico e include la cinquecentesca Torre Nasparo. Dall'ottobre 2006 parte del suo territorio rientra nel Parco Costa Otranto - Santa Maria di Leuca e Bosco di Tricase, istituito dalla Regione Puglia allo scopo di salvaguardare la costa orientale del Salento, ricca di pregiati beni architettonici e di importanti specie animali e vegetali. La costa tiggianese, alta e rocciosa, è impraticabile e non consente l'accesso diretto al mare. Lungo i pendii collinari della serra che degradano verso il mare è situato il "Bosco Le Chiuse", un piccolo nucleo boschivo costituito prevalentemente da lecceta, che nelle aree con maggiore dislivello viene sostituito da una rada vegetazione arborea a quercia
vallonea e da arbusti di terebinto. La zona immediatamente interna si caratterizza per un paesaggio rurale dominato da affioramenti di rocce calcaree, da piccoli appezzamenti di terreno delimitati dai muretti a secco e dalla presenza di pajare immerse tra olivi, fichi, perastri e macchia mediterranea.
Il territorio comunale di Tiggiano confina a nord con il comune di Tricase, a ovest con il comune di Alessano, a sud con il comune di Corsano, a est con il Mare Ionio.
- Classificazione sismica: zona 4 (sismicità molto bassa), Ordinanza PCM n. 3274 del 20/03/2003

### Clima
Dal punto di vista meteorologico Tiggiano rientra nel territorio del basso Salento che presenta un clima prettamente mediterraneo, con inverni miti ed estati caldo umide. In base alle medie di riferimento, la temperatura media del mese più freddo, gennaio, si attesta attorno ai +18,4 °C, mentre quella del mese più caldo, agosto, si aggira sui +23,4 °C. Le precipitazioni medie annue, che si aggirano intorno ai 570 mm, presentano un minimo in primavera-estate ed un picco in autunno-inverno.
Facendo riferimento alla ventosità, i comuni del basso Salento risentono debolmente delle correnti occidentali grazie alla protezione determinata dalle serre salentine che creano un sistema a scudo. Al contrario le correnti autunnali e invernali da Sud-Est, favoriscono in parte l'incremento delle precipitazioni, in questo periodo, rispetto al resto della penisola.
| Tiggiano                        | Mesi | Mesi | Mesi | Mesi | Mesi | Mesi | Mesi | Mesi | Mesi | Mesi | Mesi | Mesi | Stagioni | Stagioni | Stagioni | Stagioni | Anno |
| Tiggiano                        | Gen  | Feb  | Mar  | Apr  | Mag  | Giu  | Lug  | Ago  | Set  | Ott  | Nov  | Dic  | Inv      | Pri      | Est      | Aut      | Anno |
| ------------------------------- | ---- | ---- | ---- | ---- | ---- | ---- | ---- | ---- | ---- | ---- | ---- | ---- | -------- | -------- | -------- | -------- | ---- |
| T. max. media (°C)              | 18,9 | 19,5 | 21,1 | 23,0 | 24,2 | 25,6 | 28,1 | 28,5 | 28,3 | 26,7 | 23,9 | 19,2 | 19,2     | 22,8     | 27,4     | 26,3     | 23,9 |
| T. min. media (°C)              | 18,1 | 18,2 | 18,2 | 18,2 | 18,2 | 18,3 | 18,3 | 18,3 | 18,4 | 18,3 | 18,2 | 18,1 | 18,1     | 18,2     | 18,3     | 18,3     | 18,2 |
| Giorni di calura (Tmax ≥ 30 °C) | 0    | 1    | 2    | 2    | 3    | 3    | 4    | 5    | 5    | 3    | 2    | 0    | 1        | 7        | 12       | 10       | 30   |
| Giorni di gelo (Tmin ≤ 0 °C)    | 0    | 0    | 0    | 0    | 0    | 0    | 0    | 0    | 0    | 0    | 0    | 0    | 0        | 0        | 0        | 0        | 0    |
| Precipitazioni (mm)             | 47   | 48   | 45   | 49   | 44   | 45   | 44   | 46   | 48   | 51   | 55   | 48   | 143      | 138      | 135      | 154      | 570  |
| Giorni di pioggia               | 5    | 6    | 8    | 9    | 10   | 7    | 5    | 4    | 7    | 9    | 10   | 8    | 19       | 27       | 16       | 26       | 88   |
| Giorni di nebbia                | 8    | 5    | 6    | 4    | 3    | 2    | 1    | 3    | 5    | 7    | 6    | 6    | 19       | 13       | 6        | 18       | 56   |
| Umidità relativa media (%)      | 65,2 | 70,0 | 69,3 | 66,9 | 68,2 | 61,3 | 66,9 | 66,8 | 68,8 | 70,3 | 82,8 | 71,9 | 69,0     | 68,1     | 65,0     | 74,0     | 69,0 |

- Classificazione climatica di Tiggiano:[9]
  - Zona climatica: C
  - Gradi giorno: 1221

## Origini del nome
Il toponimo potrebbe essere un prediale e derivare dal nome latino di persona "Tegius" (o "Tibius") con l'aggiunta del suffisso -"ano" che indica appartenenza. Il nome potrebbe essere riferibile a un centurione romano, al quale furono assegnate queste terre nella ripartizione delle conquiste romane. Altre ipotesi fanno derivare l'etimologia dal latino "Tegia", che significa deposito di paglia, o ancora dal dio Giano, raffigurato nello stemma civico del paese.

## Storia
L'origine di Tiggiano è da ricondurre al periodo della conquista romana del Salento, in seguito alla quale i territori furono ripartiti e assegnati ai centurioni romani. Successivamente accolse i superstiti del vicino casale di "Valiano", distrutto durante una incursione barbarica.
I primi riferimenti scritti risalgono a un documento cartaceo del 1270 in cui Tiggiano entra a far parte della Contea di Alessano e del Principato di Taranto. Con l'arrivo degli Angioini nell'Italia meridionale, il re Roberto d'Angiò concesse il feudo di Tiggiano al nobile francese Rodolfo De Alneto, per il sostegno apportato all'esercito angioino. Nel 1309 passò sotto il controllo della nobile famiglia otrantina degli Arcella, che costruirono una propria dimora signorile stabile, edificando una corte fortificata con torri e mura merlate. Successivamente si succedettero gli Orsini Del Balzo, i Gonzaga, i Brayda, i Trane e i Gallone di Tricase, i quali, nella persona del barone Don Stefano Gallone, nel 1640 vendettero il feudo al medico e filosofo Angelo Serafini da Morciano. I Serafini, che nel 1740 si legarono attraverso un matrimonio alla famiglia Pieve-Sauli di Gallipoli, ottennero nel 1641 il titolo di barone e governarono sino al 1806, anno di eversione della feudalità. A questa famiglia si deve la costruzione, su antiche strutture difensive, dell'omonimo palazzo seicentesco dotato di un giardino all'italiana e di un bosco di lecci.

### Simboli
Profilo araldico dello stemma:
(D.P.R. 24 febbraio 1979)
Profilo araldico del gonfalone:
(Statuto del Comune)

## Monumenti e luoghi d'interesse

### Architetture religiose

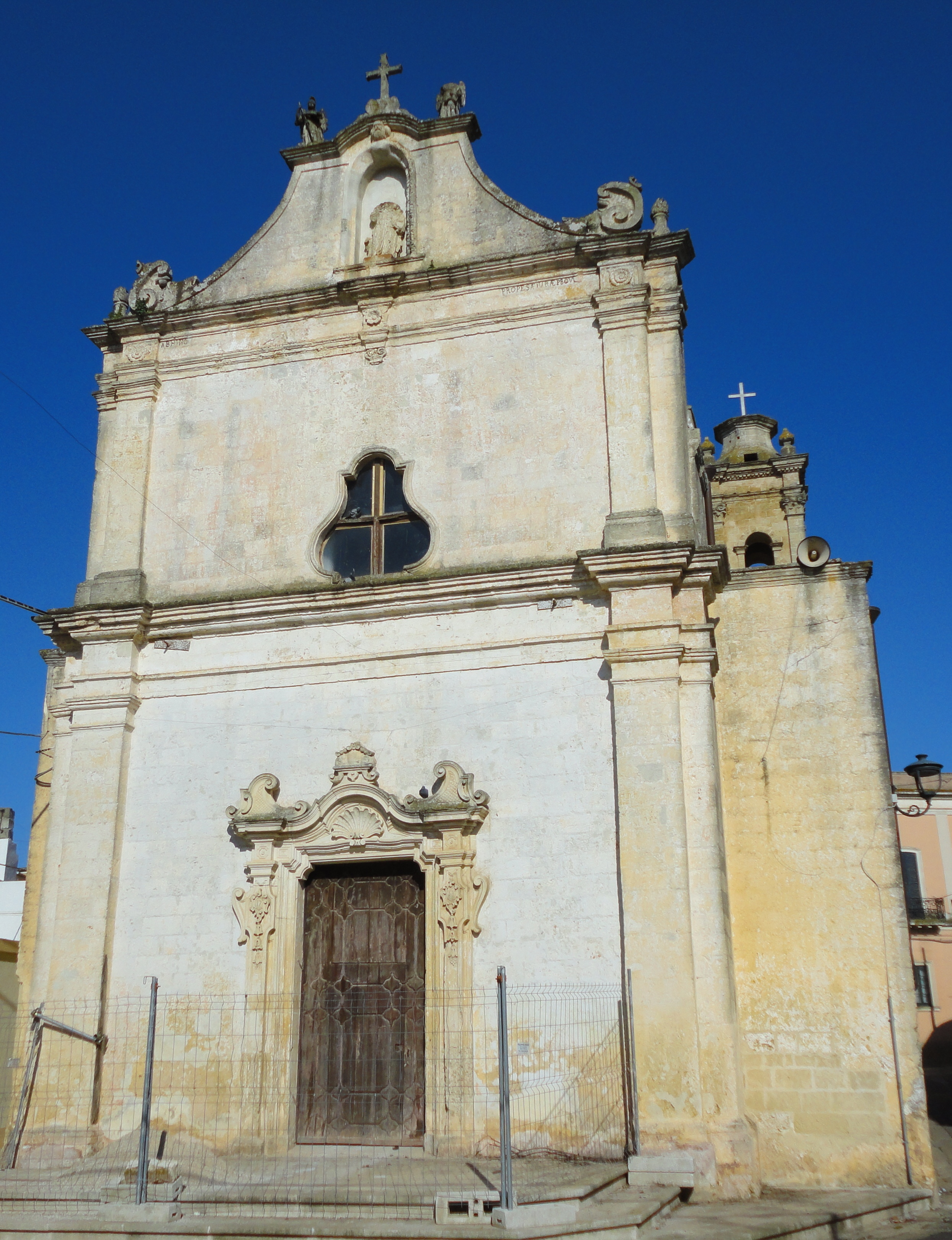
Chiesa di Sant'Ippazio

- Chiesa di Sant'Ippazio, fu eretta nell seconda metà del cinquecento su un sito occupato da un edificio più antico. Al 1588 è datato la costruzione del primo altare laterale dedicato all Vergine di Costantinopoli su committenza del nobile Tommaso Arcella.  Presenta una sobria facciata, postuma, a due ordini con portale barocco del 1758. Il coronamento, costituito da un timpano mistilineo realizzato nel 1791, è raccordato da volute e accoglie una nicchia con la statua acefala di Sant'Ippazio. L'interno, a croce latina, è scandito da due profonde cappelle per lato. Gli altari sono corredati dalle tele raffiguranti il Martirio di Sant'Ippazio, Sant'Ippazio di Gangra (1626), la Madonna del Rosario (XVII secolo), la Madonna di Costantinopoli (XVI secolo), la Vergine dei sette dolori, il Beato Alessandro Sauli del pittore Saverio Lillo e la Madonna del Carmelo. È presente un pulpito cinquecentesco con motivi arabeschi e un organo a canne disposto sul coro ligneo a stalli dipinti.[10]
- Cappella della Madonna Assunta, sede dell'omonima Confraternita, fu edificata nella metà del XVIII secolo. La facciata,  caratterizzata da decorazioni barocche, è arricchita da un elegante portale e da un rosone mistilineo sovrastante. L'edificio si sviluppa lungo un corpo longitudinale, con pianta a croce latina e campata unica. Nella retrofacciata è posta la cantoria in legno dipinto e dorato su cui è sistemato un organo a canne settecentesco. Il soffitto è a volta a spigolo alla leccese con finestre laterali sulla campata centrale e finestre sulle testate del transetto. Sulla parete destra della navata è ubicato uno stallo ligneo con striature marmoree, dorate e brune. Sulla parete sinistra è posta invece una tela su cui è raffigurato San Gaetano di Thiene, Gesù che appare a Pietro, e la colomba dello Spirito Santo. Nel transetto sono posizionati gli altari di San Giuseppe e di Sant'Antonio da Padova. La zona absidale è occupata dall'altare maggiore, finemente scolpito con foglie d'acanto. Dietro l'altare, racchiusa da una cornice liscia, si trova la tela raffigurante l'Assunta affiancata dalle statue lapidee di San Giuseppe e di San Gaetano.[12]

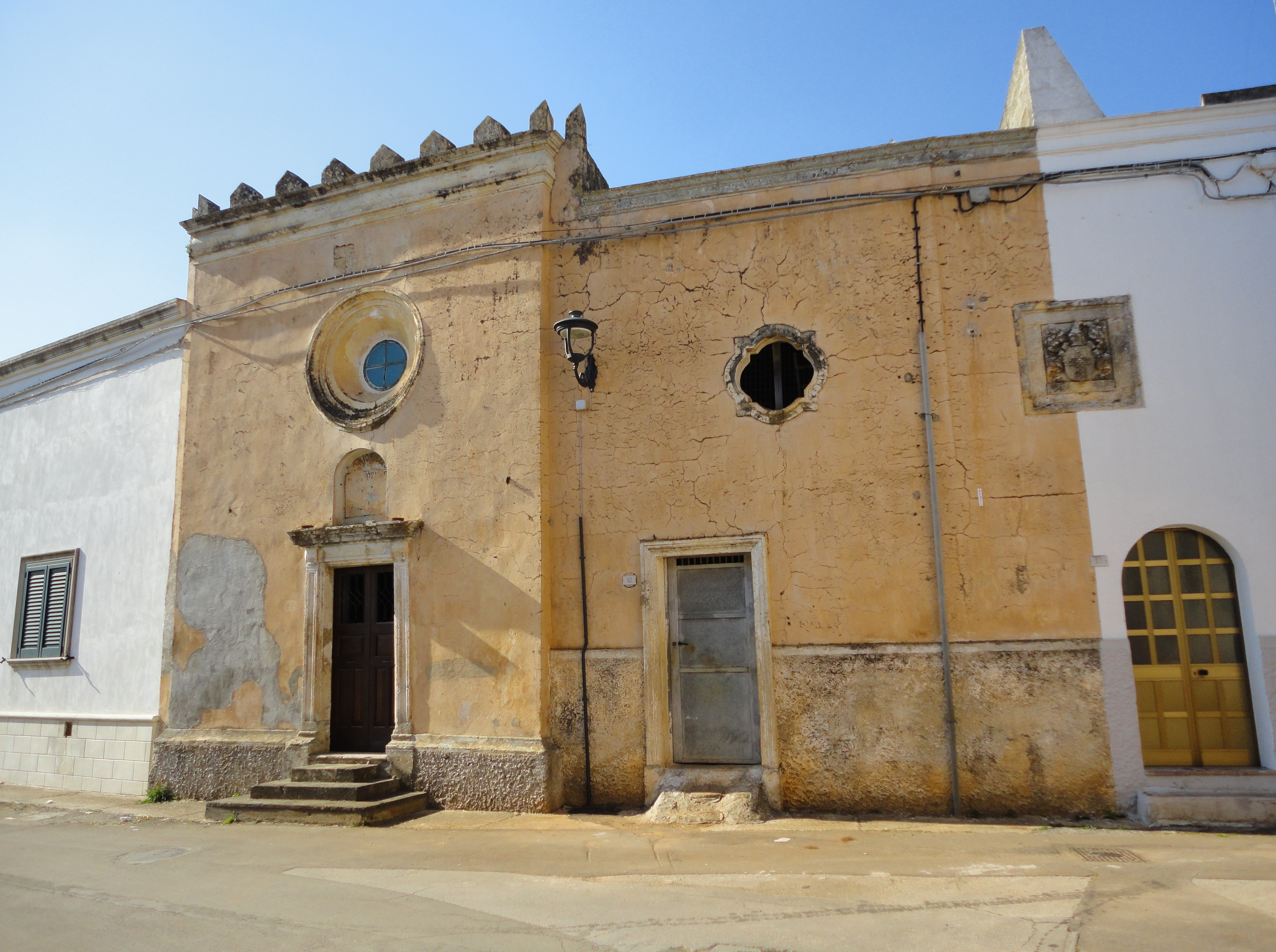
Oratorio di San Michele Arcangelo

- Oratorio di San Michele Arcangelo, edificato nel XVI secolo, si inserisce in un agglomerato fortificato e a corte della famiglia otrantina degli Arcella, signori di Tiggiano nel XIV secolo. Semplice nelle linee architettoniche esibisce un sobrio portale con piccolo rosone sovrastante. Sull'architrave del portale è incisa l'iscrizione latina LABS IACOB ERECTUS AD HONOREM DNI ANGELI. L'interno, a pianta quadrangolare con volta a spigolo, è dotato di un unico altare inquadrato fra due colonne lisce. L'altare, edificato nel 1590, contiene un affresco cinquecentesco raffigurante l'Arcangelo Michele nell'atto di uccidere il drago. In uno stipo ligneo è conservata una piccola statua di Sant'Ippazio.
- Cappella dell'Immacolata, nota come il Calvario, fu edificata nel 1872 per volontà di Vincenzo Mura, così come riporta l'iscrizione latina posta sulla facciata. L'esterno è caratterizzato da una pseudo abside su cui sono affrescate le scene della Crocifissione, della Deposizione dalla Croce e della Sepoltura. Una porta centrale consente l'accesso all'interno costituito da un unico vano quadrangolare con volta a spigolo. Sulla parete di fondo è presente l'altare con la tela dell'Immacolata, realizzata nel 1873.

### Architetture militari

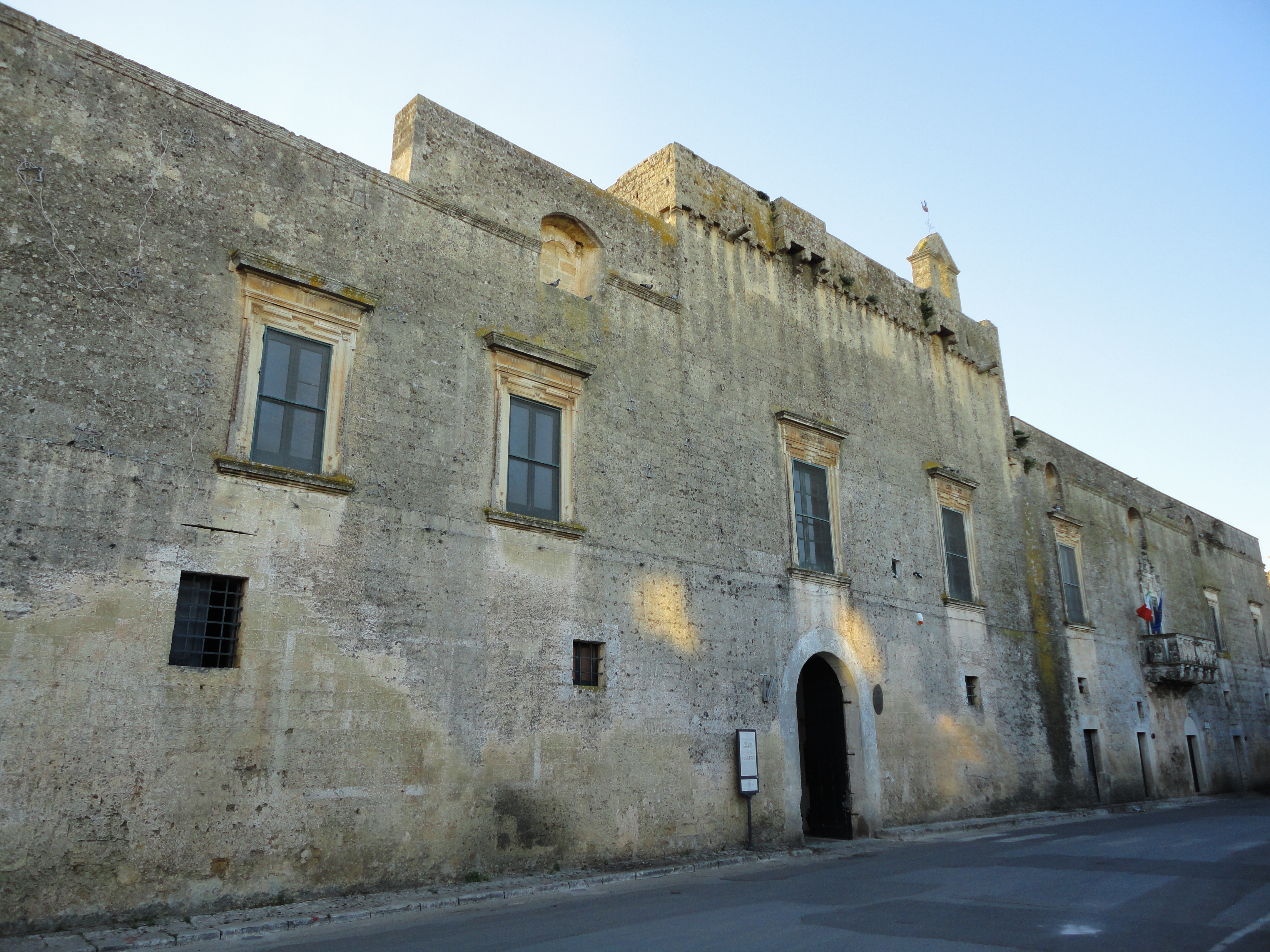
Palazzo Baronale

- Palazzo Baronale Serafini-Sauli, la costruzione risale alla metà del XVII secolo, allorquando Angelo Serafini, divenuto feudatario del Casale di Tiggiano nel 1640, ritenne opportuno costruirvi la propria dimora per seguire da vicino le sorti della sua proprietà. L'edificio ha inglobato il cinquecentesco blocco turrito centrale, rinforzato da caditoie e feritoie. Il manufatto ha subito diversi ampliamenti; in principio l'ingresso principale si trovava sotto l'ornamentale balcone, successivamente lo stesso fu spostato più a sud. Il palazzo ha due ampi cortili interni: dal principale si accede, attraverso una scala, al primo piano, dove si trovano le stanze riservate alla nobiltà, mentre al piano terra si trovano i locali per la servitù, per i magazzini e per la custodia degli animali. La costruzione risente di uno stile tardo rinascimentale; la facciata non presenta particolari rilevanti, tranne un piccolo campanile a vela. L'unico ornamento esterno è il balcone decorato da volti e fregi architettonici, un'iscrizione datata afferma: BEATI OMNES QUI TIMENT D. NI. A.D. MDCCXVI. Il piano superiore, composto da diciannove vani di dimensioni diverse, ospita l'ampio salone che fungeva da sala per i ricevimenti e le cerimonie, all'interno del quale si trova la cappella gentilizia. Adiacente al salone si trova il vano di rappresentanza, l'unico con due lunette affrescate con episodi di vita cavalleresca. Gli ambienti nobili sono pavimentati con cotto porcellanato dipinto a mano. Di pertinenza del palazzo è il grande giardino retrostante adibito a frutteto con una torre colombaia e un parco di alberi di alto fusto con sottobosco. Dal 1985 l'edificio è divenuto di proprietà comunale e ospita il Municipio.

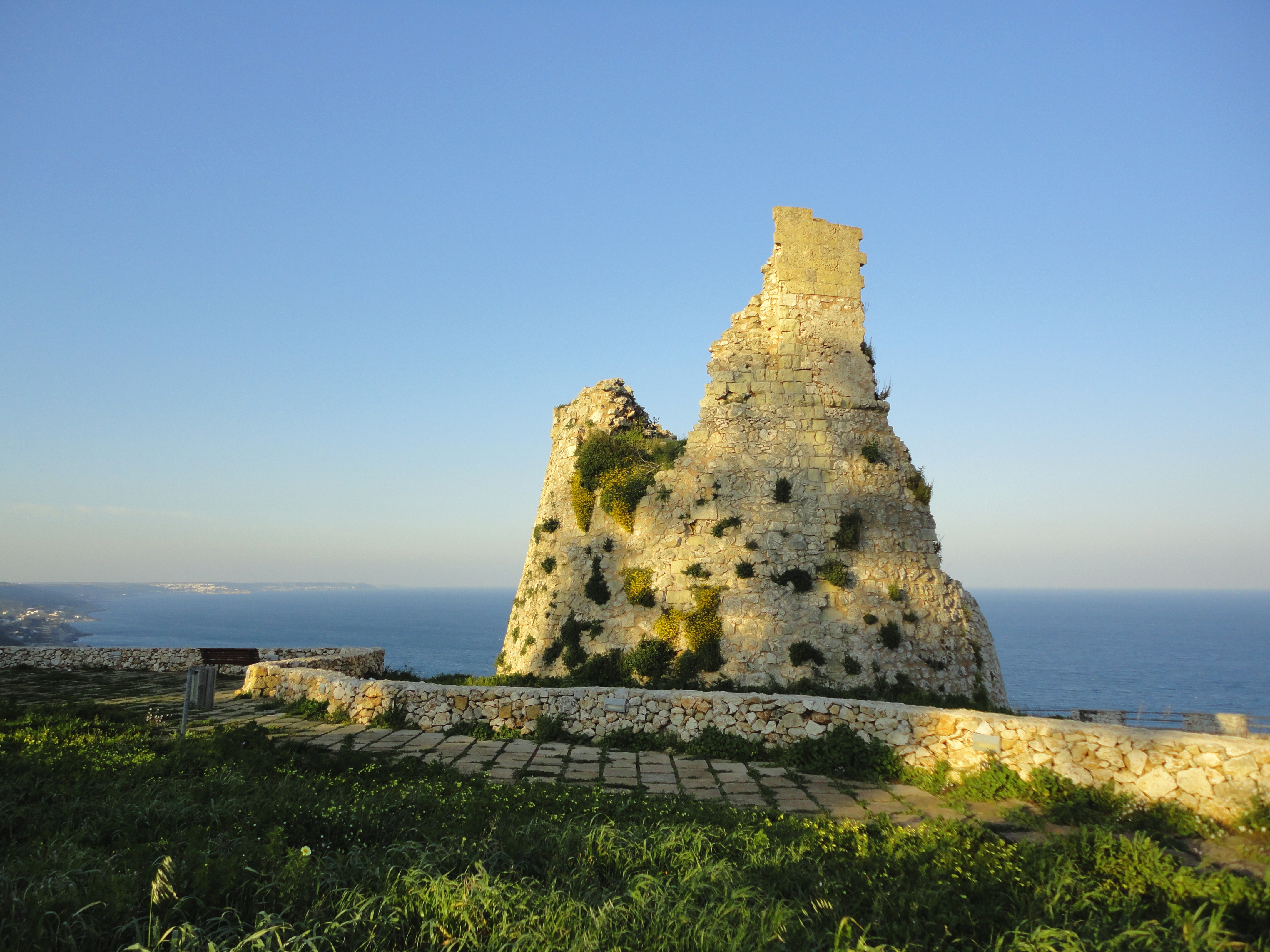
Torre Nasparo

- Torre Nasparo è un'opera di fortificazione e di difesa della costa adriatica, costruita nel 1565 durante la dominazione spagnola. La torre ha una base troncoconica, il cui diametro alla base è di 11 metri, dal cordolo in su assume una forma cilindrica. È realizzata con pietre non squadrate e con dime verticali in conci regolari. Nella parte superiore, quasi completamente diroccata, esistono conci regolari esterni. Dal piano agibile si può vedere all'interno una cisterna con copertura a botte e le tracce di un colatoio. Nel corso dei secoli ha assunto diverse denominazioni: Figiano, Lizzano, Lissiano, Naspade, Naspre, Naspere, Torre di Naspre, Torre de Naspre, Naspara ed infine Nasparo. Posizionata su un alto sperone roccioso, comunicava visivamente con Torre Palane, a nord, e con Torre Specchia Grande, a sud.[13]

### Aree naturali
- Bosco Le Chiuse, si colloca lungo i pendii collinari della serra che degradano verso il mare, in un'area delimitata da muretti a secco e coltivazioni ad ulivo. Il bosco, compreso tra i comuni di Tiggiano e Tricase, consiste in un piccolo nucleo costituito prevalentemente da lecceta, che nelle aree con maggiore dislivello viene sostituito da una rada vegetazione arborea a quercia vallonea e da arbusti di terebinto. Nei punti rocciosi e più scoscesi si ha la presenza dell'alisso di Leuca (Alyssum leucadeum), della scrofularia pugliese e della campanula pugliese.

## Società

### Evoluzione demografica
Abitanti censiti

### Etnie e minoranze straniere
Al 31 dicembre 2017 a Tiggiano risultano residenti 40 cittadini stranieri.

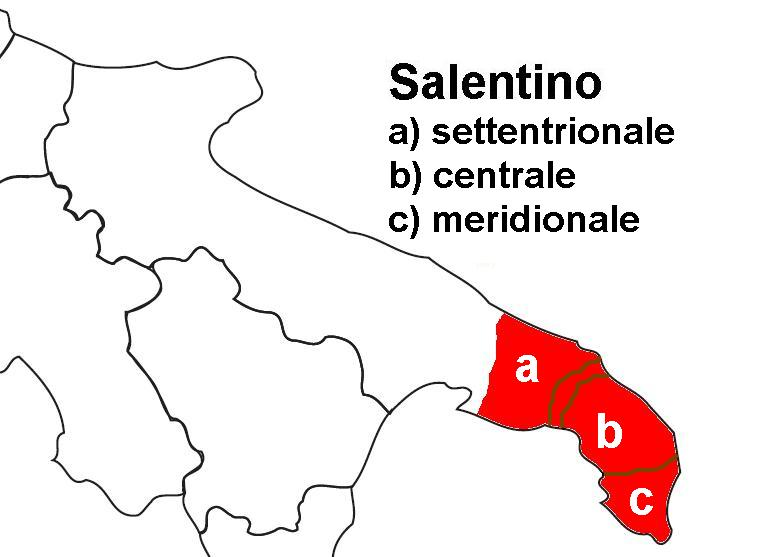
Diffusione del dialetto salentino

### Lingue e dialetti
Il dialetto parlato a Tiggiano è il dialetto salentino nella sua variante meridionale. Il dialetto salentino, appartenente alla famiglia delle lingue romanze e classificato nel gruppo meridionale estremo, si presenta carico di influenze riconducibili alle dominazioni e ai popoli stabilitisi in questi territori nei secoli: messapi, greci, romani, bizantini, longobardi, normanni, albanesi, francesi, spagnoli.

## Cultura

### Istruzione

#### Biblioteche
- Biblioteca Comunale di Tiggiano

#### Scuole
Nel comune di Tiggiano hanno sede una Scuola dell'infanzia, una Scuola primaria e una Scuola secondaria di primo grado appartenenti al locale Istituto Comprensivo Statale.

#### Musei
- Museo Storico della Civiltà Contadina
- Museo d’Arte Surrealista Maria Noppen De Matteis

### Eventi
- Festa e fiera di Sant'Ippazio - 19 gennaio
Nella mattinata del 19 gennaio si svolge la tradizionale fiera di animali, di attrezzi per l'agricoltura e di prodotti ortofrutticoli, tra i quali le scisciule (la giuggiola, nel vernacolo locale) e la pastinaca, tipica varietà di carota dal colore giallo-viola.[18]
- Sagra delle 4 pignate - 13 agosto
- Sagra della pestanaca - 18 gennaio

## Economia
L'economia di Tiggiano, imperniata sull'agricoltura e sull'allevamento, negli ultimi anni si è diversificata con il nascere di laboratori artigianali. Vi è la presenza di attività operanti nel settore del TAC (Tessile, Abbigliamento, Calzature).

## Infrastrutture e trasporti

### Strade
I collegamenti stradali che interessano il comune sono:
- Strada statale 275 di Santa Maria di Leuca, Maglie-Santa Maria di Leuca;
- Strada Provinciale 80, Tiggiano-Alessano;
- Strada Provinciale 81, Tricase-Tiggiano-Corsano;
- Strada Provinciale 186, Tiggiano-intersezione SP358 litoranea Otranto-Leuca;
- Strada provinciale 335, Tiggiano-intersezione strada Provinciale 178 Tricase-Montesano Salentino.

### Ferrovie
Il comune di Tiggiano è servito dall'omonima stazione ferroviaria posta sulla linea ferroviaria Zollino-Gagliano del Capo gestita dalle Ferrovie del Sud Est.

## Amministrazione
Di seguito è presentata una tabella relativa alle amministrazioni che si sono succedute in questo comune.
| Periodo        | Periodo        | Primo cittadino          | Partito                               | Carica  | Note   |
| -------------- | -------------- | ------------------------ | ------------------------------------- | ------- | ------ |
| 26 giugno 1985 | 4 giugno 1990  | Giuseppe Nuccio          | Democrazia Cristiana                  | Sindaco | [ 19 ] |
| 7 giugno 1990  | 24 aprile 1995 | Donato Martella          | lista civica                          | Sindaco | [ 19 ] |
| 24 aprile 1995 | 14 giugno 1999 | Ernesto Bellante         | centro-destra                         | Sindaco | [ 19 ] |
| 14 giugno 1999 | 14 giugno 2004 | Ernesto Bellante         | centro-destra                         | Sindaco | [ 19 ] |
| 15 giugno 2004 | 8 giugno 2009  | Donato Martella          | lista civica                          | Sindaco | [ 19 ] |
| 8 giugno 2009  | 26 maggio 2014 | Ippazio Antonio Morciano | lista civica                          | Sindaco | [ 19 ] |
| 26 maggio 2014 | 26 maggio 2019 | Ippazio Antonio Morciano | lista civica: democrazia per Tiggiano | Sindaco | [ 19 ] |
| 26 maggio 2019 | in carica      | Giacomo Cazzato          | lista civica: Tiggiano al centro      | Sindaco | [ 19 ] |